# Chelonia mydas
La tortuga verde (Chelonia mydas) es una especie de tortuga marina de la familia Cheloniidae. Esta tortuga de gran tamaño se distribuye por los mares tropicales y subtropicales alrededor del mundo, con dos poblaciones distintas en los océanos Atlántico y Pacífico. El nombre común de la especie deriva del color verde de su grasa, y no del color de su caparazón. Como especie reconocida en peligro de extinción por la UICN y la CITES, su explotación está prohibida en casi todos los países del mundo. Es ilegal capturar, dañar o matar tortugas de este tipo. Adicionalmente, algunos países han implementado varias leyes para proteger a las tortugas y sus sitios de anidación dentro de su jurisdicción. Sin embargo, la población de tortugas aún está en peligro de extinción debido a algunas prácticas humanas. En algunos países, las tortugas son aún cazadas por su carne y sus huevos son recolectados de los nidos para ser comidos. La contaminación daña también indirectamente a las poblaciones de tortugas. Muchas tortugas quedan atrapadas en las redes de pesca y mueren ahogadas. Finalmente, las tortugas pierden su hábitat debido a la expansión de los sitios de habitación humana. Esta ha sido una importante causa en la pérdida de los sitios de anidación de la tortuga verde. Las tortugas verdes son en su mayoría herbívoras, aunque las más jóvenes suelen alimentarse de medusas.

## Anatomía y morfología

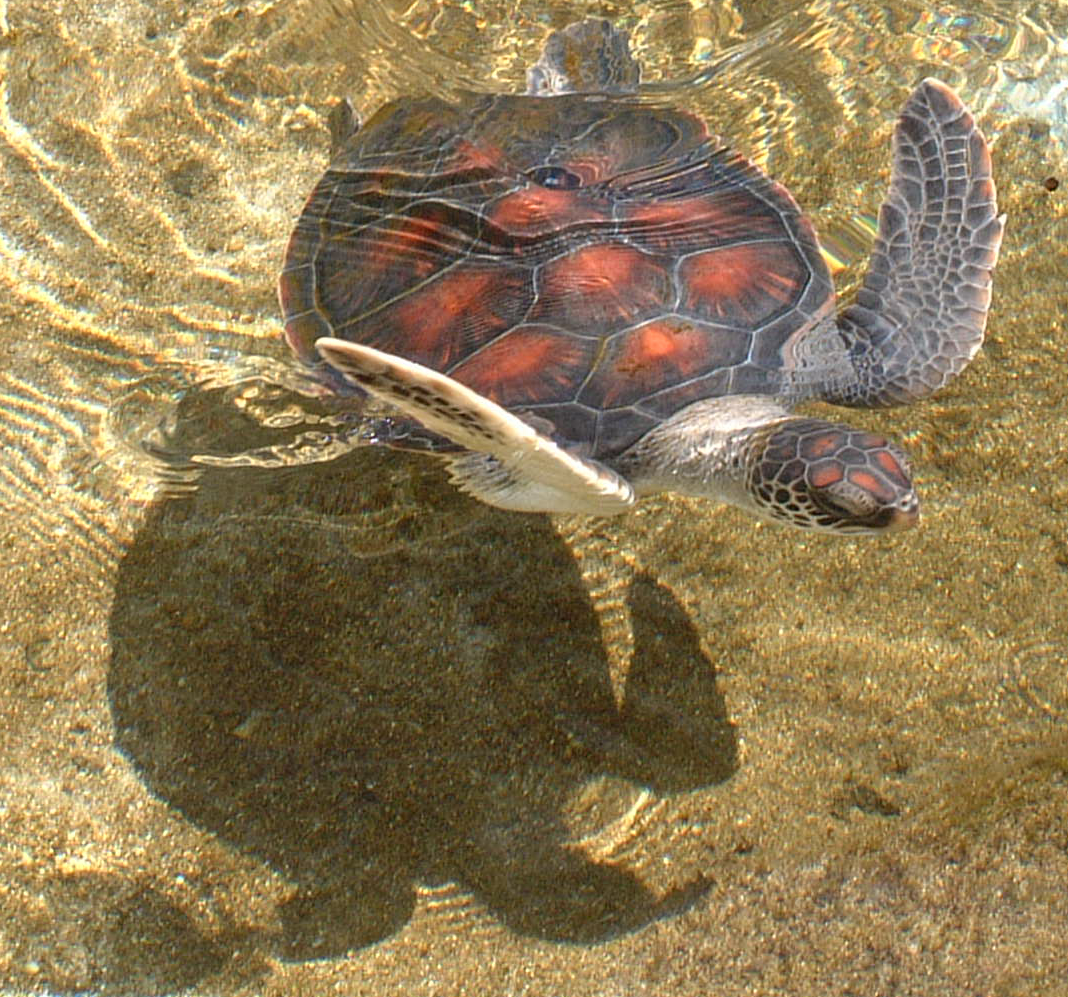
Un juvenil de C. mydas en Hawái.

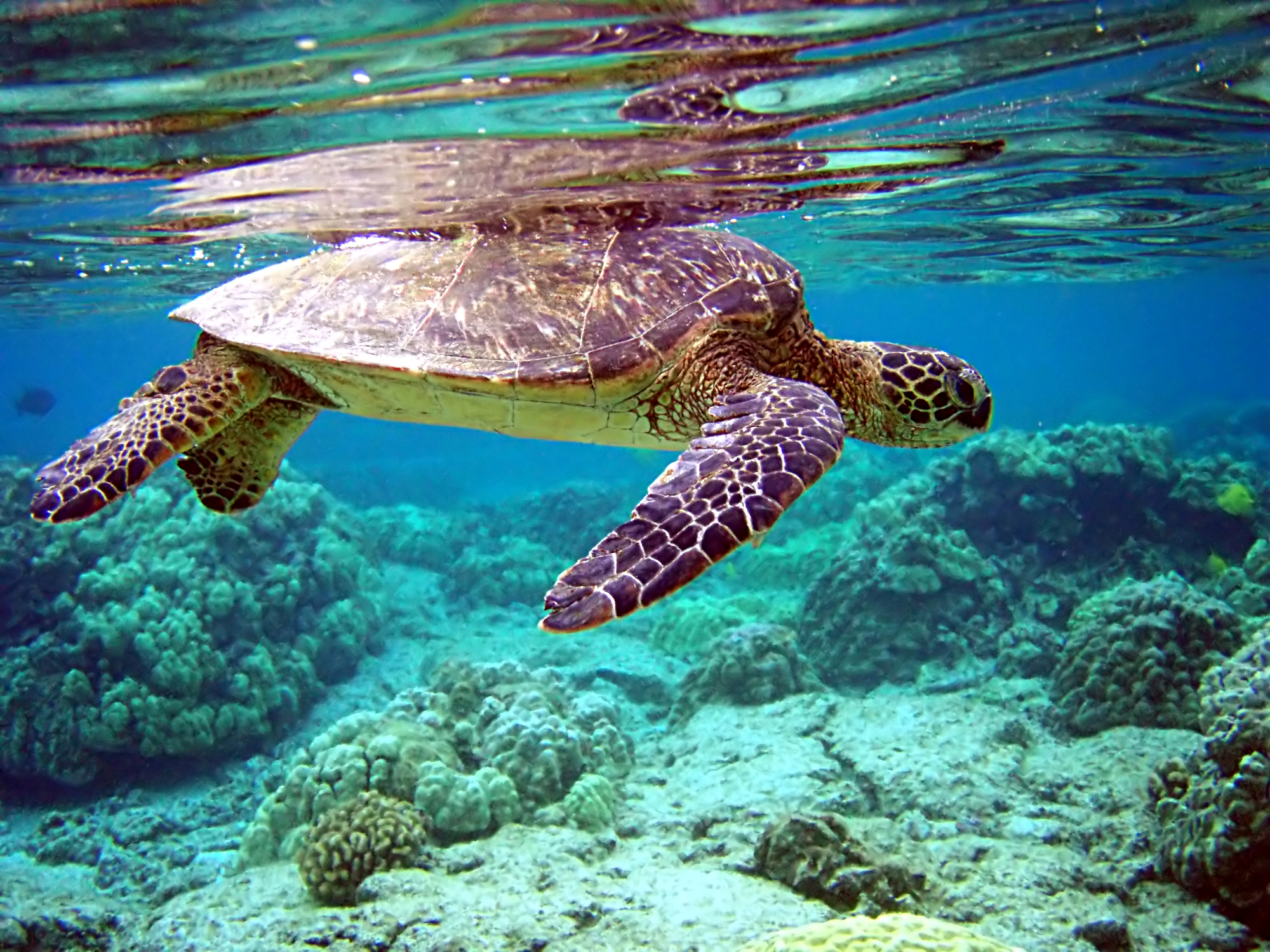
Una tortuga verde nadando en la superficie del mar.

La apariencia de una tortuga verde es la típica de una tortuga marina. Chelonia mydas tiene un cuerpo dorsoventral aplanado, una cabeza con cuello corto, aletas con forma de remo adaptadas para el nado. Las tortugas verdes adultas pueden crecer hasta 1,66 m de longitud. A pesar de que se han capturado tortugas con un peso de hasta 315 kg, el peso promedio de una tortuga verde adulta oscila los 200 kg. El ejemplar de Chelonia mydas más pesado que se ha registrado pesó 395 kg.

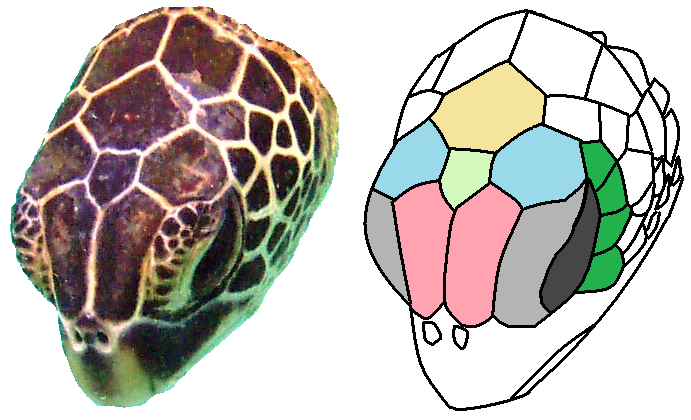
Escamas córneas capitales: FrontoparietalFrontal Supraocular Prefrontal Postocular

Escalación del caparazón y del plastro de C. mydas.

Anatómicamente, hay algunas características que distinguen a la tortuga verde de los demás miembros de su familia. A diferencia de su pariente cercano, la tortuga carey, el hocico de la tortuga verde es muy corto y su pico no tiene forma de gancho. La vaina callosa de la mandíbula superior de la tortuga posee un borde ligeramente denticulado, mientras que su mandíbula inferior tiene una denticulación más fuerte, serrada y definida. La superficie dorsal de la cabeza de la tortuga tiene un solo par de escamas frontales. Su caparazón está compuesto de cinco scuta (escudos) centrales flanqueados por cuatro pares de scuta laterales. Debajo, la tortuga verde tiene cuatro pares de scuta infra-marginales que cubren un área entre caparazón y su concha. Las C. mydas maduras poseen extremidades frontales de una sola garra (la tortuga carey tiene dos garras), aunque algunos especímenes jóvenes poseen dos garras.
El caparazón de la tortuga es conocido por tener varios patrones de colores que cambian a través del tiempo. Las tortuguitas C. mydas, al igual que otras tortugas marinas, tienen caparazones predominantemente negros, con conchas de colores claros. Los caparazones de los jóvenes son café oscuro o verde oliva, mientras que los de las tortugas adultas con completamente café, manchados o con una variedad de rayos. Debajo, la concha de la tortuga tiene una tonalidad de amarillo. Las extremidades de C. mydas poseen una tonalidad oscura delineada con amarillo, y son usualmente marcadas con una gran mancha café en el centro de cada extremidad.

## Distribución
La distribución de Chelonia mydas se extiende por los océanos tropicales y subtropicales de todo el mundo. Existen dos grandes subpoblaciones de C. mydas: la subpoblación del Atlántico y la del Pacífico. Cada subpoblación es genéticamente distinta, con sus propios territorios de alimentación y anidación.

### Subpoblación atlántica

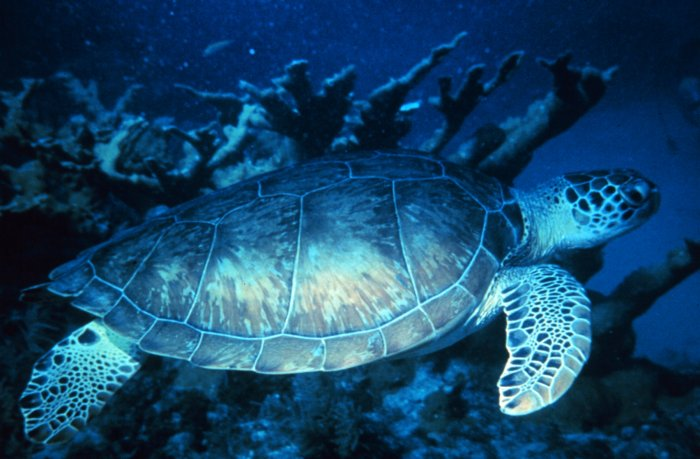
Un ejemplar de C. mydas nadando en un arrecife de coral del mar Caribe.

Chelonia mydas puede ser encontrada generalmente por todo el océano Atlántico. Las tortugas han sido vistas tan al norte como en Canadá en el Atlántico Occidental, y en las islas británicas en al Atlántico oriental. El rango sur de la subpoblación del atlántico se extiende hasta el extremo sur de África en el este y hasta Argentina en el Atlántico Occidental. Los más grandes sitios de anidación en la región pueden ser encontrados en distintas islas del Caribe, a lo largo de las costas este de los Estados Unidos, la costa este de América del Sur, la costa caribeña en Costa Rica, y en islas aisladas en el Atlántico Sur.
En el Caribe, los más importantes sitios de anidación han sido identificados en la Isla de Aves, las Islas Vírgenes de los Estados Unidos, Puerto Rico y Costa Rica. Uno de los sitios más importantes para la anidación de la tortuga verde en la región es Tortuguero, en Costa Rica. De hecho, la gran mayoría de la población caribeña de Chelonia mydas proviene de unas pocas playas ubicadas en Tortuguero, lo cual lo convierte en uno de los sitios más importantes del mundo para C. mydas. En los Estados Unidos, se han identificado sitios importantes en el estado de Georgia, Carolina del Norte y del Sur, y a lo largo de la costa en Florida. Sitios de anidación en Suramérica incluyen las playas en Surinam y la Guayana Francesa. En el sur del océano Atlántico, el sitio de anidación más notable está en la isla de isla Ascensión. En esa isla en particular, la anidación ocurre con un volumen de 6000 hasta 13 000 nidos individuales de tortuga al año.
A diferencia de sus sitios de anidación, que se encuentran bastante concentrados, Chelonia mydas se alimenta en sitios muy distribuidos a través de la región.

### Subpoblación indo-pacífica

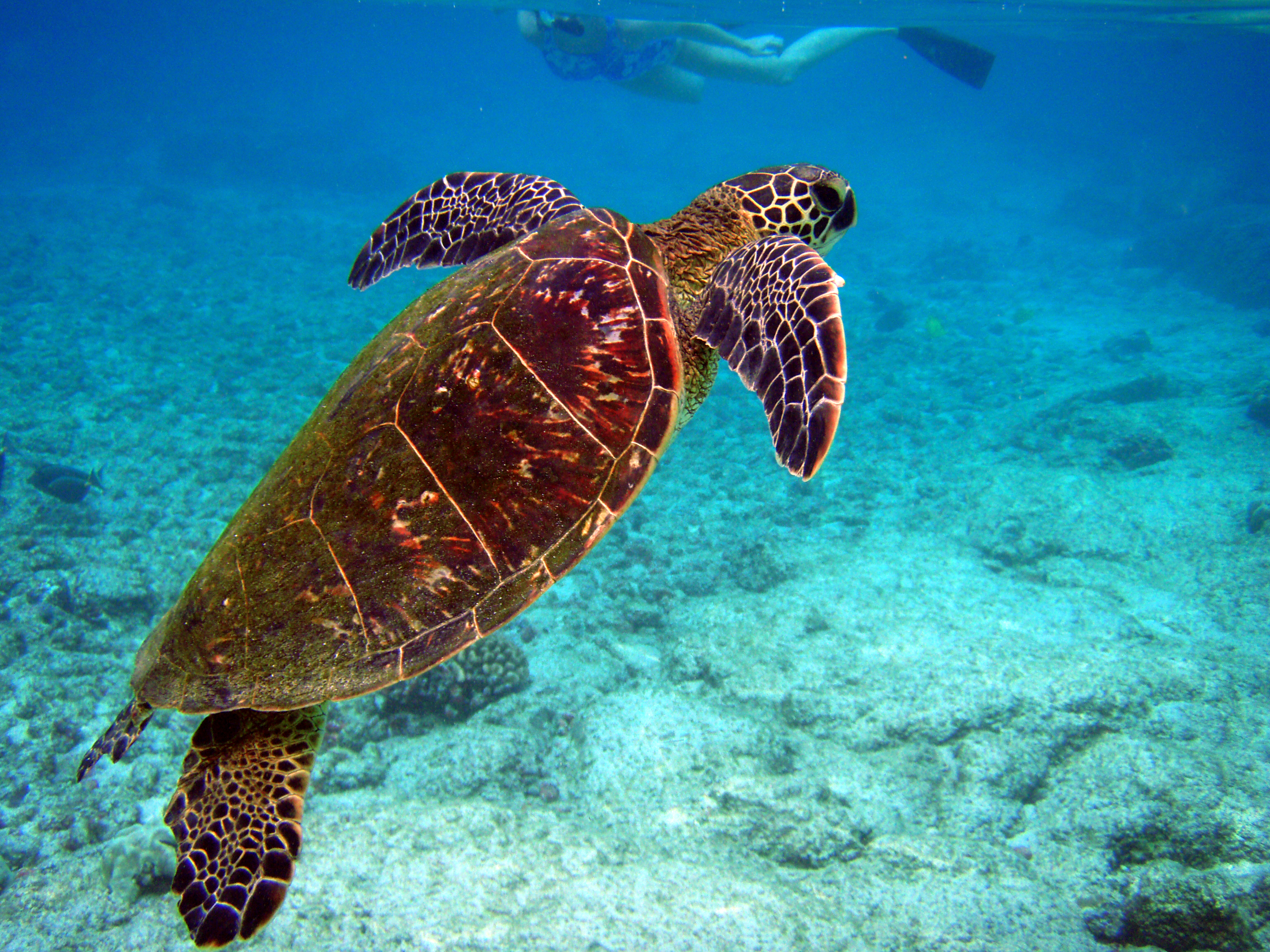
Una tortuga verde a punto de salir a la superficie para respirar en Kona, Hawái.

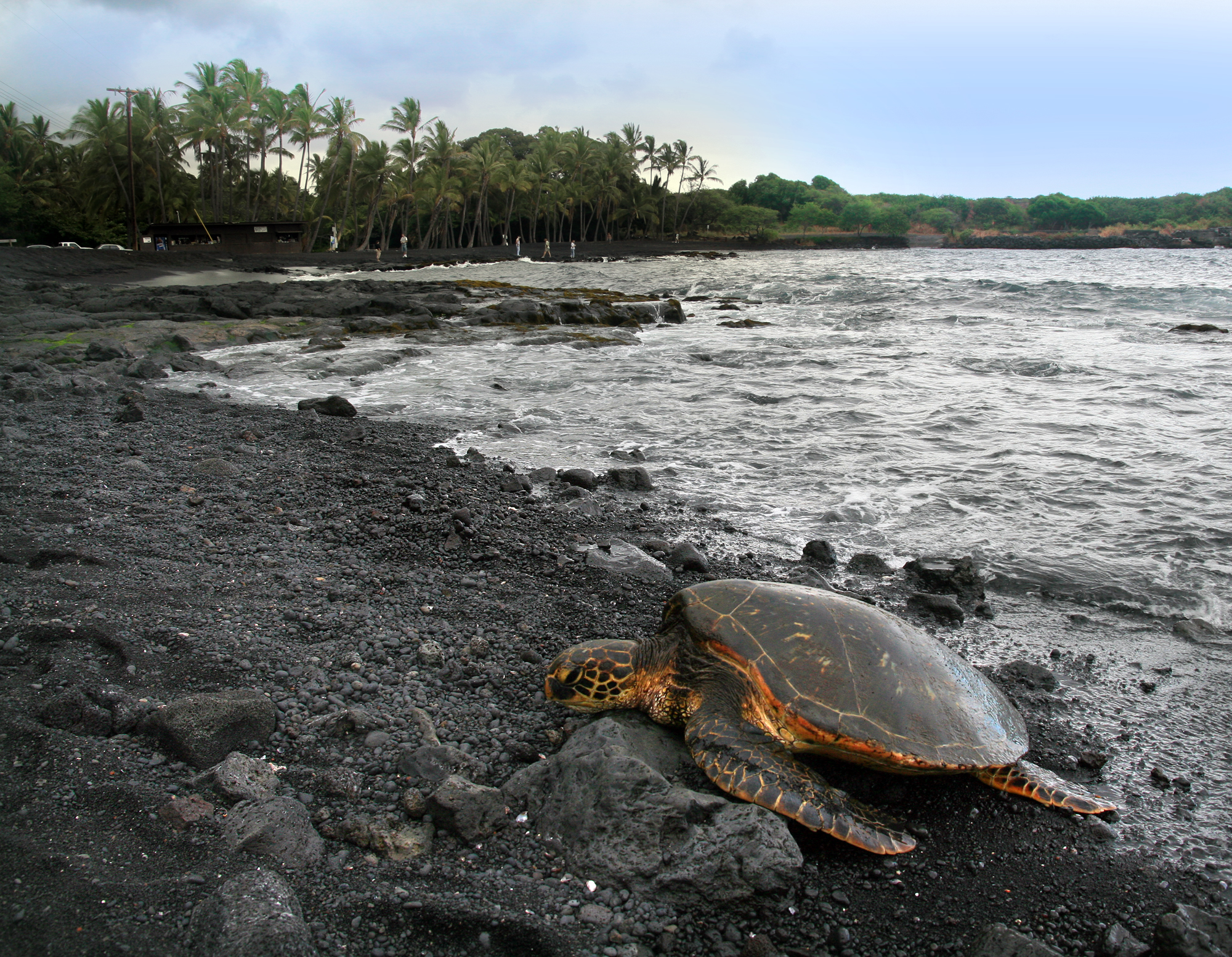
Una tortuga verde en playa Arena Negra, Hawái.

En el océano Pacífico, el ámbito de la tortuga verde alcanza tan al norte como la costa sur de Alaska y al sur hasta Chile. En el Pacífico occidental, frecuentan Japón y algunas partes del sur de Rusia. Al sur, llegan hasta el extremo norte de Nueva Zelanda y algunas islas al sur de Tasmania. Las tortugas pueden ser halladas por toda la extensión del océano Índico.
Algunos autores consideran esta subpoblación como una especie separada, con el nombre Chelonia agassizii; otros la consideran una simple subespecie de C. mydas, con el nombre Chelonia mydas agassizii.; mientras que otros creen que no hay justificación para diferenciarlas taxonómicamente.
Los sitios de anidación están distribuidos por toda la región. La tortuga verde del Pacífico tiene sitios de anidación en México, el archipiélago de Hawái, el Pacífico Sur, la costa norte de Australia y el Sureste Asiático. En el océano Índico, los mayores sitios de anidación han sido encontrados en la India, Pakistán y otros países costeros de la región. Algunos pocos sitios de anidación han sido reportados a lo largo de la costa este del continente africano, incluyendo algunas islas en aguas alrededor de Madagascar.
Los sitios de anidación de las tortugas verdes del Pacífico Oriental están ampliamente estudiados a lo largo de la costa mexicana. Se ha descubierto que estas tortugas se alimentan de pasto marino en el golfo de California. Las tortugas verdes que pertenecen a la subpoblación hawaiana anidan en la sección protegida de French Frigate Shoals, unos 800 km al oeste de las islas hawaianas. En las Filipinas, las tortugas verdes anidan en las Turtle Islands junto con las tortugas carey. Hay también algunos sitios de anidación en Indonesia, uno de ellos en la Reserva nacional Meru Betiri, en Java Oriental. Las tortugas verdes en la Gran barrera de coral tienen dos poblaciones genéticamente distintas; una en el norte de la Gran Barrera y la otra en el sur. Dentro del arrecife, se han identificado veinte distintas ubicaciones separadas, que consisten en pequeñas islas y cayos, que sirven como sitios de anidación para Chelonia mydas. De estos, el más importante es el ubicado en la isla Raine.
También son comunes sitios de anidación en ambos extremos del mar Arábigo, ambos en Ash Sharqiyah, Omán, y a lo largo de la costa de Karachi, Pakistán. Algunas playas específicas a lo largo del área son sitios de anidación para C. mydas y su subpoblación, Lepidochelys olivacea. Las arenosas playas de Sind y Baluchistán también son reconocidos sitios de anidación. A unos 25 kilómetros de la costa de Pakistán, se encuentra la isla Astola, otra playa reconocida para la anidación.
El 30 de diciembre de 2007, unos pescadores que utilizaban una red capturaron accidentalmente una tortuga verde de 80 kg, 93 cm de longitud y 82 cm de ancho, cerca de Barangay Bolong, Zamboanga, Filipinas. Diciembre es la época de apareamiento para las tortugas verdes en las cercanías de la playa de Bolong.

## Ecología y ciclo vital

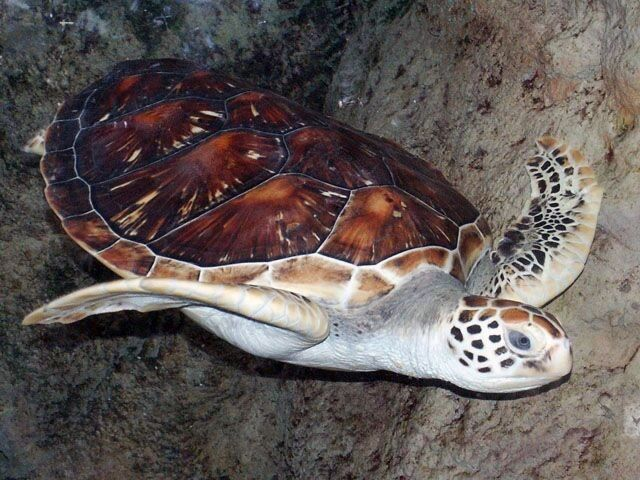
Una C. mydas nadando.

C. mydas es una de las especies de tortuga marina más estudiada, y mucho de lo que se sabe de las tortugas marinas en general proviene de los estudios realizados sobre la tortuga verde. La ecología de Chelonia mydas cambia drásticamente a través de cada una de las etapas de su vida. Por ejemplo, las tortuguitas recién nacidas son organismos carnívoros, pelágicos, parte del mini-necton del océano abierto. En contraste, las tortugas jóvenes inmaduras y las adultas son halladas frecuentemente en pastos marinos cerca de la costa, como los herbívoros.

### Hábitat

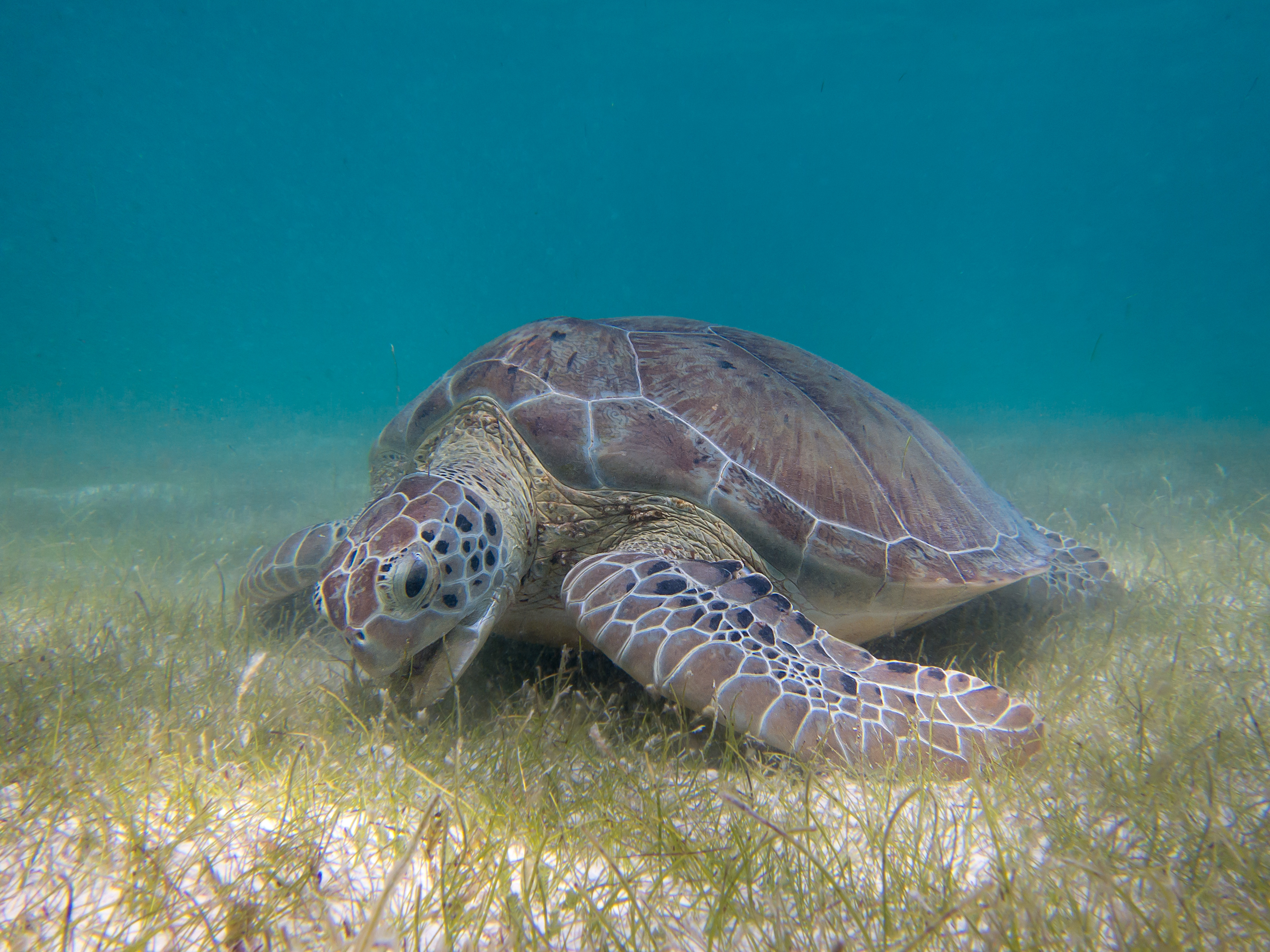
Una tortuga se alimenta de pasto marino en Akumal (México).

Las tortugas verdes alternan en tres distintos tipos de hábitat, dependiendo de las etapas de su vida. Las playas de anidación son los lugares donde regresan para poner sus huevos. Las tortugas marinas adultas pasan la mayor parte de su tiempo en aguas costeras poco profundas ricas en pasto marino. Esta especie en particular es reconocida por ser muy selectiva en cuanto a los sitios de alimentación y apareamiento, tanto que generaciones enteras pueden migrar alternativamente entre las mismas áreas de anidación y apareamiento.
Luego de anidar, se sabe que durante los primeros cinco años de su vida, las tortugas pasan la mayor parte de su tiempo en zonas de convergencia en el océano abierto. Estas tortugas jóvenes son muy poco vistas pues nadan en aguas profundas.

### Ecología trófica
Como animales grandes y bien protegidos, las tortugas verdes adultas tienen pocos enemigos y depredadores. Solamente los seres humanos y los tiburones grandes se alimentan con C. mydas adultos. Específicamente, los Galeocerdo cuvier (tiburones tigre) son depredadores de las tortugas verde en las aguas de Hawái. Las tortugas jóvenes y las tortuguitas tienen muchos más depredadores, incluyendo al cangrejo, mamíferos pequeños, y aves costeras.
Las Chelonia mydas adultas son mayoritariamente herbívoras. Se alimentan casi exclusivamente de varias especies de pasto marino y macroalga. Han sido observadas apacentando en varias especies de macroalgas, específicamente, Caulerpa, Turbinaria, Spyridia, Codium y Ulva. Mientras que las tortugas adultas son completamente herbívoras, las jóvenes subsisten de una cantidad de invertebrados marinos. Las presas predilectas son las medusas y larvas de crustáceos pequeños. La ingesta de material vegetal crece proporcionalmente con la edad, hasta que como adultos son exclusivamente herbívoros. Aunque se ha alegado que las tortugas verdes no se alimentan mientras están en sus áreas respectivas de anidación, se ha descubierto que las tortugas encinta sí se alimentan en las aguas que rondan estos sitios.

### Ciclo de vida

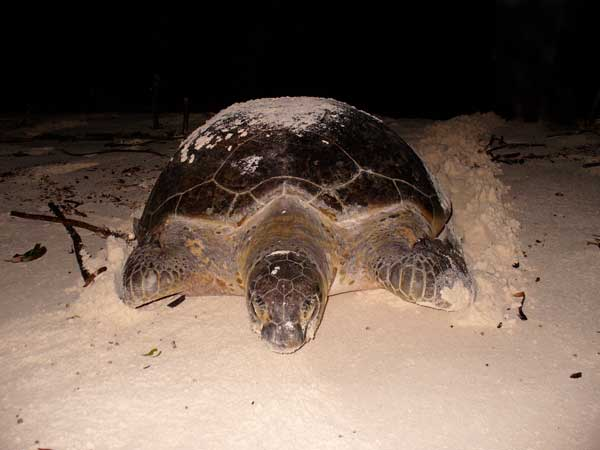
Una tortuga verde hembra anidando en la playa.

A diferencia de muchas tortugas marinas, las cuales pasan gran parte de su vida adulta en el océano, las tortugas verdes del Pacífico pueden ingresar a playas aisladas durante el día para tomar el sol.
Las tortugas verdes migran grandes distancias entre sus lugares de alimentación seleccionados y las playas donde nacieron. Algunas C. mydas han nadado distancias de hasta 2600 km para llegar a sus lugares de desove. Las tortugas maduras regresarán usualmente a la misma playa exacta donde nacieron. Las tortugas hembra usualmente se aparean cada dos a cuatro años. Los machos, por el contrario, hacen viajes a las zonas de apareamiento cada año. Como muchas especies que son encontradas en amplias zonas latitudinales, las épocas de apareamiento varían entre las distintas poblaciones. Para casi todas las Chelonia mydas en el Caribe, la época de apareamiento va desde junio hasta septiembre. La subpoblación de la Guyana Francesa anida entre marzo y junio. En los trópicos, las tortugas verdes anidan a lo largo del año, con algunas subpoblaciones en épocas específicas del año. En Pakistán, C. mydas anida durante todo el año pero prefiere hacerlo durante los meses de julio a diciembre.
Las tortugas verdes se reproducen de la forma usual en que lo hacen las tortugas marinas. Las tortugas hembra controlan el apareamiento; los machos no pueden forzar a las hembras a aparearse. Aunque no parece ofrecer una mayor supervivencia a las crías, unas pocas poblaciones de tortuga verde practican la poliandria cuando se aparean. Luego de aparearse en el agua, las hembras se desplazan hasta la playa sobre la línea de marea alta. Al llegar a un sitio adecuado de anidación, la hembra cava un hoyo en la arena con sus aletas traseras y deposita los huevos. El número de huevos depende de la edad de la tortuga y difiere entre especies, pero en C. mydas oscila entre 100 y 200 huevos. Luego de depositar los huevos, la hembra cubre el nido con arena y regresa al mar.

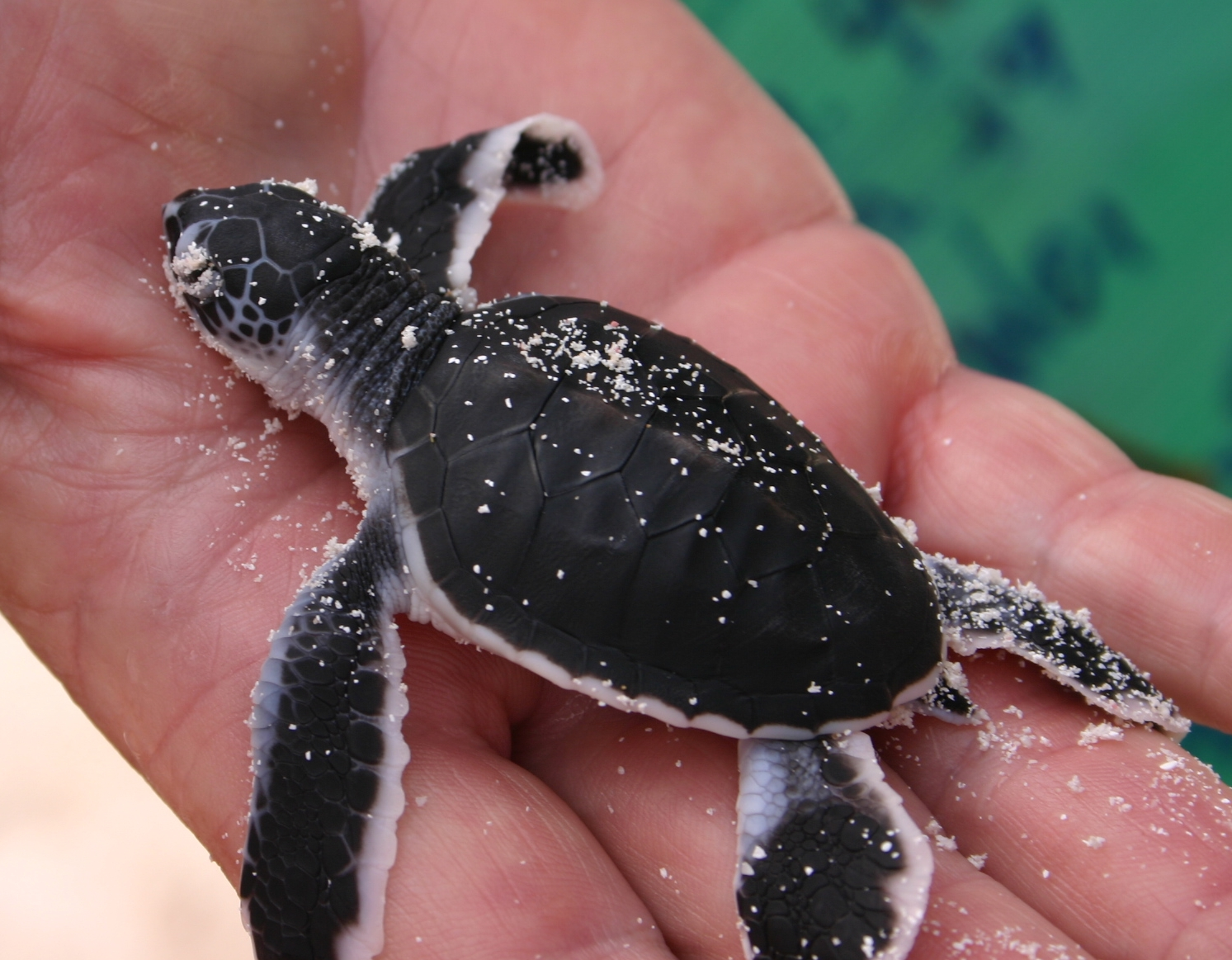
Una tortuguita C. mydas.

Luego de 45 a 75 días, los huevos se parten. Como sucede con otras tortugas marinas, los huevos de C. mydas se rompen durante la noche y las nuevas tortuguitas se dirigen instintivamente hacia el borde del agua. Este es indudablemente el tiempo más peligroso en la vida de una tortuga, cuando van rumbo al agua, pues varios depredadores como las gaviotas o los cangrejos atrapan muchas de ellas. Un porcentaje significativo de tortuguitas nunca llega al agua. Como con otras especies de tortuga marina, poco se sabe de las primeras etapas en la vida de las C. mydas. Luego de este viaje hacia el mar, las tortugas pasan de tres a cinco años en el océano abierto como carnívoras, para luego, conforme van entrando en la edad adulta, se tornan poco a poco más herbívoras y frecuentan aguas menos profundas. Se especula que tardan de 20 a 50 años para alcanzar la madurez. Se sabe que las tortugas alcanzan edades de hasta 80 años.

## Historia evolutiva
La tortuga verde es miembro de la tribu Chelonini. En un estudio llevado a cabo en 1993, el status del género Chelonia con respecto a otras tortugas marinas fue clarificado. Eretmochelys imbricata (carey), Caretta caretta y Lepidochelys fueron confirmadas en la tribu Carettini. Se descubrió que Chelonia era suficientemente distinta para tener su propio status.

## Etimología e historia taxonómica
Las especies fueron originalmente descritas por Carlos Linneo en 1758 como Testudo mydas. En 1868, Marie Firmin Bocourt describió una especie particular de tortuga marina como Chelonia agassizii. Esta "especie" era referida como la tortuga del mar negro. Sin embargo, investigaciones posteriores determinaron que la "tortuga del mar negro" no era genéticamente distinta de C. mydas y por lo tanto, no era taxonómicamente otra especie. Estas dos especies fueron consolidadas en una sola, Chelonia mydas, y se les asignó estatus de subespecie. C. mydas mydas se refiere a la tortuga originalmente descrita, y C. mydas agassizi se refiere a la población del Pacífico. Esta subdivisión fue luego declarada como inválida, y todos los miembros de la especie se designaron como Chelonia mydas. El nombre C. agassizi se mantiene aún como un sinónimo equívoco de C. mydas.
El nombre común de la especie no se deriva de su particular coloración verde. La tortuga verde se llama así por el color verde de la grasa de la tortuga, la cual se encuentra solamente en una capa entre sus órganos internos y su concha. Como especie distribuida por todo el mundo, la tortuga verde tiene distintos nombres en varios idiomas y dialectos. A esta especie también se le conoce como "tortuga blanca". En Hawái, se la denomina con la palabra honu.

### Sinonimia
- Testudo mydas
- Testudo macropus
- Testudo marina
- Testudo cepediana
- Caretta cepedii
- Chelonia lachrymata
- Chelonia midas
- Euchelus macropus
- Chelonia albiventer
- Thalassiochelys albiventer
- Mydas viridis
- Chelone mydas
- Natator tessellatus[42]

## Importancia para los humanos

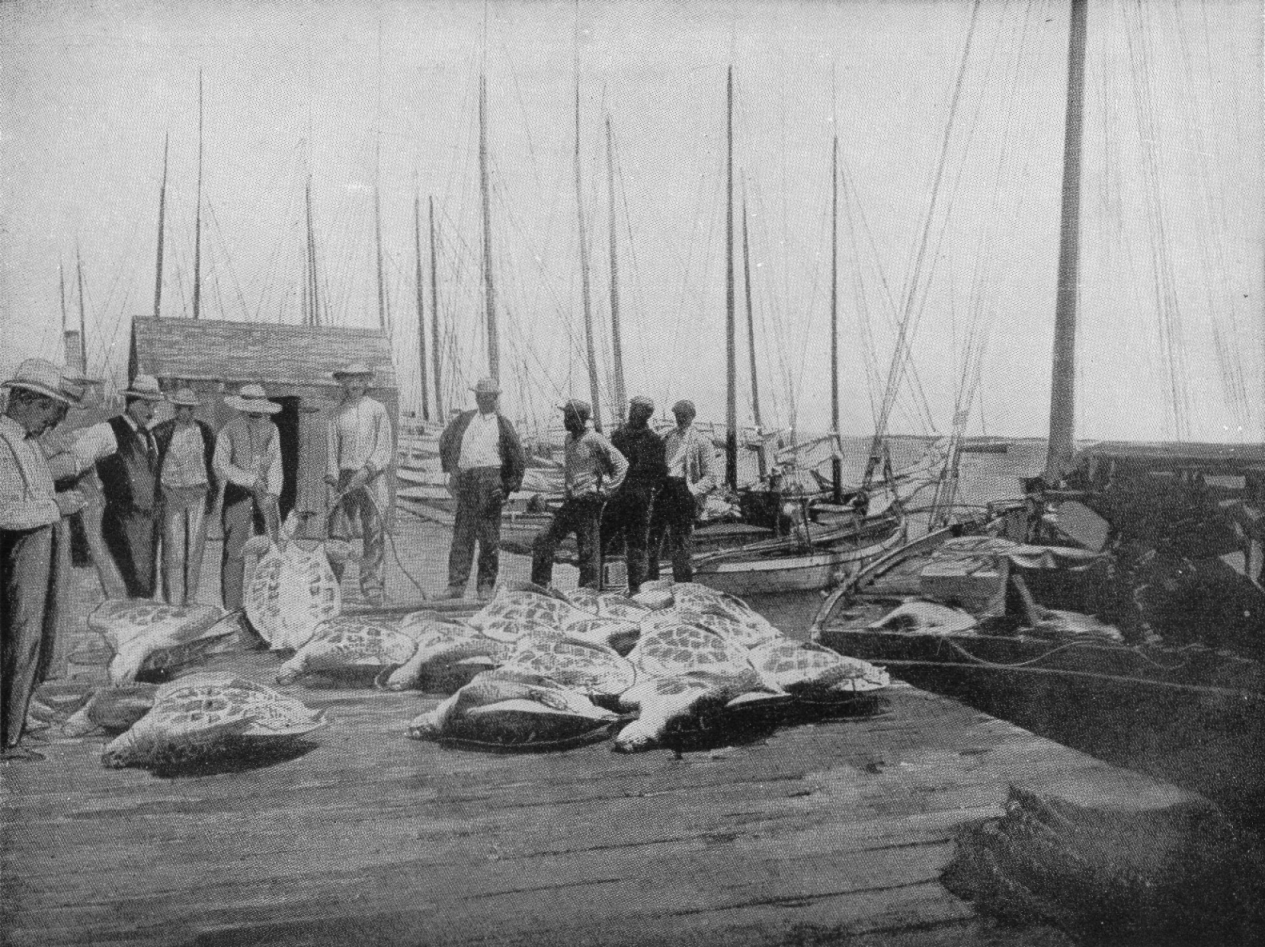
Tortugas verdes recolectadas en el muelle de Cayo Hueso, Florida.

Mientras que en casi todos los países está prohibido cazar esta especie, así como a otros miembros de su familia, la caza de tortugas marinas continúa alrededor del mundo. Junto con otras tortugas marinas, la tortuga verde es atrapada intencional y accidentalmente en varias regiones del mundo. Previo a la implementación de varias medidas de protección, la piel de la tortuga era curtida y utilizada como cuero para elaborar bolsos, especialmente en Hawái. En la antigua China, la carne de las tortugas marinas era considerada una especialidad. Particularmente en esta especie, la grasa y el cartílago eran apreciados en la elaboración la sopa de tortuga.
En Indonesia, los huevos de tortuga son una especialidad culinaria en la isla de Java. Sin embargo, la carne de tortuga es considerada como Haram o "sucia" por la Ley Islámica. En Bali, la demanda de carne de tortuga para satisfacer la demanda en ceremonias y festivos religiosos ha fomentado la proliferación de criaderos de tortuga en las partes más remotas del archipiélago de Indonesia. Bali ha importado tortuga marina desde los años de 1950. La etnia balinesa no come los huevos, los cuales son más bien vendidos a los musulmanes locales. Los usos tradicionales de las tortugas en Bali eran considerados sostenibles, pero se ha cuestionado crecientemente esta práctica, considerando la mayor población humana y la mayor demanda. La crianza de tortuga para consumo en esta región es considerada una de las mayores del mundo.
Antes de la inclusión de las tortugas en la Endangered Species Act y en CITES, las granjas comerciales como la "Cayman Turtle Farm" en las Indias Occidentales las criaban para la venta comercial. Las granjas llegaron a tener más de 100 000 tortugas. Cuando el mercado fue cerrado como medida de protección, alguna de estas granjas cerraron y otras redujeron considerablemente su producción. Las granjas que han sobrevivido han sido transformadas en atracciones turísticas y albergan unas 11 000 tortugas.

## Conservación

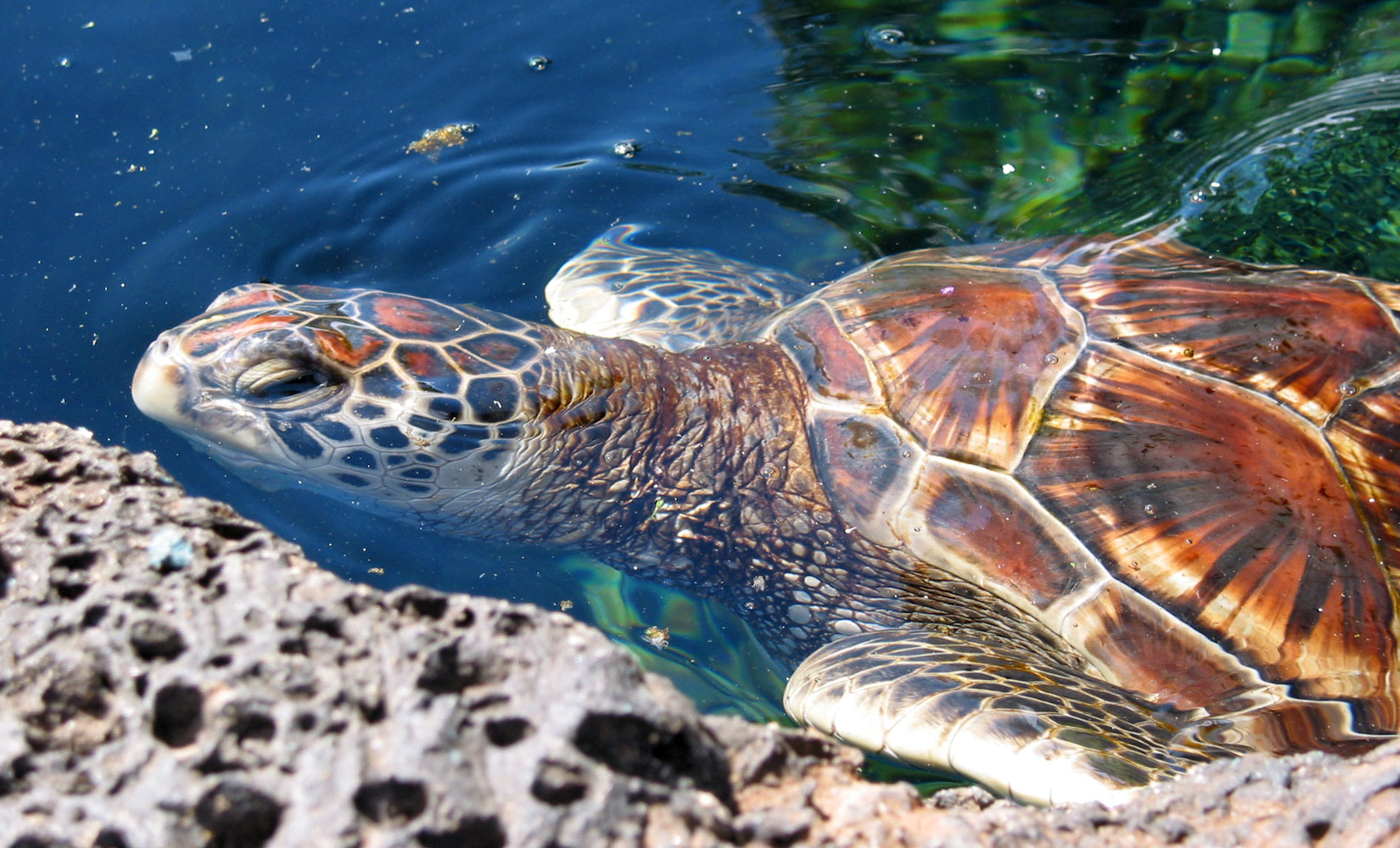
Un ejemplar de C. mydas en Hawái.

Existen varias amenazas para la supervivencia de la especie. Estas incluyen la caza de las tortugas por su carne, adornos y productos cosméticos, el saqueo de sus nidos en busca de los huevos, la ingesta de residuos sólidos y las redes pesqueras. Además, ciertas especies exóticas invasoras pueden además afectar negativamente a las tortugas verdes, como se ha evidenciado en un estudio reportando la "incrustación" masiva del gasterópodo invasor Rapana venosa sobre juveniles de tortuga verde en el Río de la Plata (Uruguay).
Como miembro de la familia Chelonioidea, Chelonia mydas está listada en el Apéndice I de CITES desde el 3 de mayo de 2008. La especie fue originalmente listada en el Apéndice II en 1975. La familia entera fue puesta bajo el Apéndice I en 1977, con la excepción de la subpoblación australiana de C. mydas. En 1981, todas las poblaciones de la especie fueron puestas en el Apéndice I. De acuerdo con el Apéndice I de CITES, es ilegal importar, exportar, matar, capturar o perturbar a las tortugas verdes.

### Iniciativas de conservación específicas por país

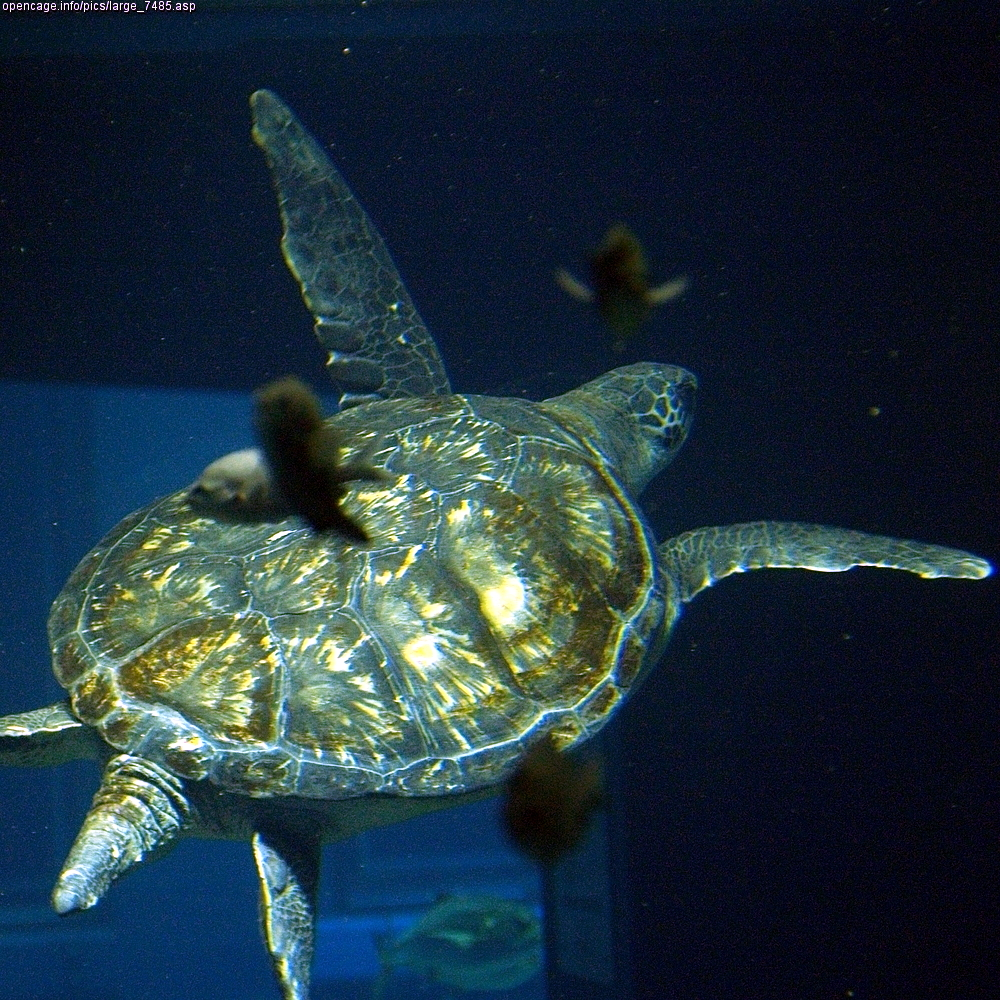
Un ejemplar de C. mydas en el Acuario Kaiyukan de Osaka, Japón.

Adicionalmente al trabajo de las entidades globales como la Unión Internacional para la Conservación de la Naturaleza y CITES, algunos países en específico alrededor del mundo con jurisdicción sobre sitios de anidación y alimentación de la tortuga han hecho esfuerzos individuales para la conservación y la protección de la especie.
El turismo ecológico ha sido un impulso importante en Sabah, Borneo. Personal en la isla recolecta algunos de los huevos que son depositados cada noche y los colocan en un ambiente de protección contra depredadores. La incubación de los huevos toma aproximadamente 60 días. Una vez abiertos, se permite a los turistas a que asistan en la liberación de las tortuguitas en el mar. El Servicio de Pesca y Vida Silvestre de los Estados Unidos clasificó C. mydas como especie en peligro, haciendo así que sea una ofensa federal la captura o matanza de las tortugas. En parte a esto, la subpoblación hawaiana de la tortuga verde ha aumentado considerablemente en cantidad, y también se han desarrollado iniciativas de ecoturismo. Estudiantes de la Hawai Preparatory Academy han etiquetado miles de tortugas desde principios de los años 90. En el Reino Unido, la especie está protegida por el Biodiversity Action Plan. La rama en Pakistán del Fondo Mundial para la Naturaleza ha iniciado varios proyectos para proteger la anidación de tortugas desde los 80s. Sin embargo, la población de tortugas ha continuado en disminución por una serie de factores.
En el atlántico, las iniciativas de conservación se han centrado alrededor de los sitios de anidación en el Caribe. En las playa de anidación en Parque nacional Tortuguero, Costa Rica, se han impuesto límites a la recolección de huevos de tortuga desde la década de 1960. Dos décadas después, el Parque nacional Tortuguero fue establecido en 1976 para asegurar la protección de los sitios de anidación en la zona. En la isla Ascensión, donde se encuentran unas de las playas de anidación más importantes para la especie, se ha implementado un programa activo de conservación. La organización de conservación Karumbé desde 1999 monitorea las áreas de alimentación y desarrollo de la tortugas verdes en Uruguay.
En Chile, el área marina, la primera de la Región de Arica y Parinacota, cuenta con más de 52 hectáreas y es el hogar de la tortuga verde. El hogar de las tortugas verdes está protegido. El Ministerio del Medio Ambiente anunció la creación de la Reserva Marina La Puntilla-Playa Chinchorro, en la Región de Arica y Parinacota. Este importante hito marca la primera área marina protegida (AMP) de la región y se convierte en el AMP más septentrional del país, situada en la ecorregión Humboltiana, que actualmente cuenta con tan solo un 0,001 % de su superficie protegida.
El principal objetivo de la creación de esta reserva es la conservación del ecosistema marino, en especial de la tortuga verde, especie que se encuentra «en peligro» debido a la reducción significativa de su población en las últimas décadas, además de su vulnerabilidad ante las amenazas provocadas por el hombre.